# Renault 4CV
La 4CV era un'autovettura di fascia bassa presentata nel 1946 e prodotta tra il 1947 ed il 1961 dalla Casa automobilistica francese Renault.

## Storia

### Genesi e debutto
La 4CV fu concepita durante la Seconda guerra mondiale, in assoluta segretezza, dato il periodo estremamente difficile: per di più, gli stabilimenti Renault erano presidiati dai Tedeschi, che ne controllavano le attività, perciò ipotizzare un nuovo progetto su piena iniziativa della Casa francese era quantomeno rischioso. A maggior ragione se si pensa che le forze d'occupazione tedesche esigevano dalle maestranze di Billancourt che venissero prodotti automezzi destinati all'utilizzo in campo bellico da parte degli invasori, perciò non avrebbero mai accettato che una parte dei lavoratori dello stabilimento si dedicasse a progetti di altra natura, pena la deportazione dei campi di lavoro o di sterminio in Germania. Tale progetto fu quindi condotto in clandestinità. La vettura doveva rimpiazzare la Juvaquatre, che tanto successo aveva ottenuto nei due anni precedenti lo scoppio del conflitto, ma doveva anche essere più economica e di fascia leggermente più bassa della Juvaquatre stessa. Si prevedevano infatti tempi duri anche una volta concluso il conflitto, per via delle crisi economiche che avrebbero interessato i vari Paesi europei coinvolti nella guerra, primo fra tutti la Francia. Il progetto fu affidato al giovane ingegnere Fernand Picard, supervisionato da Charles-Edmond Serre, da sempre amico fidato e strettissimo collaboratore di Louis Renault. Quest'ultimo, stava distaccandosi sempre più dalle attività della sua azienda, non tanto per scelta personale, quanto per gravi motivi di salute che nel giro di pochi anni lo avevano portato addirittura a non riuscire neanche più a parlare fluentemente. Serre e Picard, visceralmente antinazisti, vissero con dolore e tormento l'occupazione della Francia e dello stabilimento in cui lavoravano, ma tali sentimenti finirono per rendere i due ancora più uniti e decisi ad affrontare progetti clandestini. Un altro dei tormenti di Serre derivava dal fatto che il progetto 4CV avrebbe dovuto rimanere nascosto anche agli occhi del suo amico Louis Renault, ormai trasformatosi da padre padrone risoluto ad anello debole di una catena in ogni caso molto fragile. Serre e Picard si circondarono di un'équipe, sempre segreta, di valenti e fidati collaboratori. Tornando al progetto relativo alla futura 4CV, le specifiche relative all'impostazione meccanica puntavano su uno schema del tipo "tutto dietro", ossia con motore posteriore e trazione sul retrotreno. La vettura doveva essere inoltre caratterizzata da un peso ridotto e dalla presenza di un cambio a 4 marce. Ma il 20 maggio 1941, poco dopo l'avvio del progetto, ecco che Louis Renault scoprì accidentalmente il lavoro in combutta tra Serre, Picard e gli altri collaboratori. Fortunatamente, ed anche inaspettatamente, l'irascibile patron della Renault diede invece il proprio consenso ed il proprio appoggio al progetto segreto.
Nel marzo del 1942 i bombardamenti dell'aviazione britannica causarono grossi danni allo stabilimento Renault, ma la zona in cui il progetto proseguì clandestinamente venne preso solo di striscio, ma in maniera sufficiente a convincere i progettisti a trasferire la sede operativa di tale progetto in un immobile poco distante, sempre di proprietà di Louis Renault, un albergo in avenue Foch.
Il primo prototipo della vetturetta francese fu realizzato il 23 dicembre 1942, e fu caratterizzato da una linea arrotondata che nell'impostazione stilistica ricordava molto da vicino il Käfer, ossia il neonato Maggiolino tedesco. È pur vero che al Salone di Berlino del 1939 Serre e Renault avevano avuto modo di osservare uno dei primi esemplari di Maggiolino (all'epoca chiamato ancora KdF-Wagen), ancora non prodotto in serie in quanto i lavori per la costruzione dello stabilimento di Fallersleben (Wolfsburg, Germania) dovevano ancora essere ultimati. È plausibile, quindi, che Serre si sia ispirato al progetto di Ferdinand Porsche per dettare le specifiche relative alla carrozzeria. Questo primo prototipo era anche marciante e montava un motore da 737 cm³, simile a quello che poi diverrà il motore definitivo per la vettura di serie. Poco tempo dopo, nel gennaio del 1943, i progettisti decisero di rischiare il tutto per tutto e fecero uscire allo scoperto tale prototipo allo scopo di saggiarne le doti su strada, e soprattutto i difetti che la vettura e i suoi organi meccanici presentavano. Per apportare le numerose migliorie di cui la vettura si dimostrò subito bisognosa, vennero condotti altri test su strada. Ma alla fine, Serre, Picard e i loro collaboratori vennero scoperti: la punizione loro inflitta fu in realtà molto lieve e non pregiudicò, se non marginalmente, il prosieguo del progetto. Per questo motivo, nel marzo del 1944 venne realizzato un secondo prototipo, il quale prefigurava molto più da vicino la vettura definitiva, dalla quale si discostava fondamentalmente per la carrozzeria a due sole porte e per il diverso disegno della zona anteriore, priva di una vera propria calandra..
A questo punto il progetto relativo alla futura 4CV attraversò un periodo cruciale nella storia della Renault e più in generale della Francia. Dopo lo sbarco in Normandia avvenuto nel giugno del 1944, il 20 agosto Parigi fu liberata e altri due mesi dopo, Louis Renault fu incarcerato con l'accusa di aver collaborato con gli occupanti nazisti nella produzione di materiale bellico e morì di lì a poco. Si ebbe quindi l'ascesa di Pierre Lefaucheux al timone dell'azienda, la nazionalizzazione della stessa e la nascita della Régie Nationale des Usines Renault. Inoltre entrò in vigore il cosiddetto Piano Pons, che imponeva una razionalizzazione della produttività delle Case automobilistiche allo scopo di limitare il più possibile la concorrenza e di consentire quindi loro di rialzarsi con più facilità dopo i bui anni della guerra. Alla Renault fu concesso di dedicarsi alla 4CV, visto che il progetto era già in atto da anni ed era arrivato ormai ad una fase avanzata del proprio sviluppo. Il neo-presidente Lefaucheux ebbe modo di provare uno dei prototipi della vettura, che giudicò soddisfacente, tranne che per un aspetto. Essendo lui alto 1,87 metri, incontrò difficoltà ad accedere ai posti posteriori di un prototipo che era ancora ad una sola portiera per lato. Pertanto impose che la vettura avrebbe dovuto avere anche due portiere posteriori. Il 15 novembre 1945 nacque così il terzo prototipo, che ormai era quasi del tutto identico alla vettura definitiva.
Si arrivò così al 1946, anno in cui al trentatreesimo Salone di Parigi venne presentato un esemplare di preserie della 4CV per saggiare le reazioni del pubblico. Esso fu catturato da questa piccola vettura che presentava la pratica soluzione delle quattro porte, una rarità, all'epoca, per una vettura di questa fascia di mercato. La caratteristica tecnica più evidente fu invece il motore, sistemato in posizione posteriore. A dispetto del delicato periodo in cui la Francia e soprattutto il popolo francese provava a rimettersi in piedi, la kermesse parigina ebbe un buon successo e così pure la nuova piccola vettura della Casa della Losanga. La gente aveva di nuovo voglia di tornare a sognare, di guardare con fiducia verso il futuro e di lasciarsi alle spalle gli orrori vissuti. La 4CV fu uno dei vettori portanti di tale orientamento, per questo divenne uno dei modelli simbolo della rinascita francese. Tuttavia, per l'avvio vero e proprio della produzione si dovette attendere quasi un anno, a causa di motivi strettamente legati alla ricostruzione ed alla riorganizzazione degli impianti produttivi dell'Ile de Seguin, nonché alla penuria, ancora marcata, di materie prime. Il primo esemplare della 4CV uscì dalle linee di montaggio dello stabilimento Renault di Billancourt il 12 agosto 1947 e fece parte di un primo lotto di 300 esemplari destinati alla rete di vendita. Tale lotto fu preceduto da un'altra pre-produzione di 40 esemplari da affidare ad alcuni clienti selezionati affinché potessero dare responsi sulla vettura. La presentazione ufficiale del modello definitivo si ebbe però solo al Salone di Parigi dell'ottobre 1947.

#### Design esterno ed interno

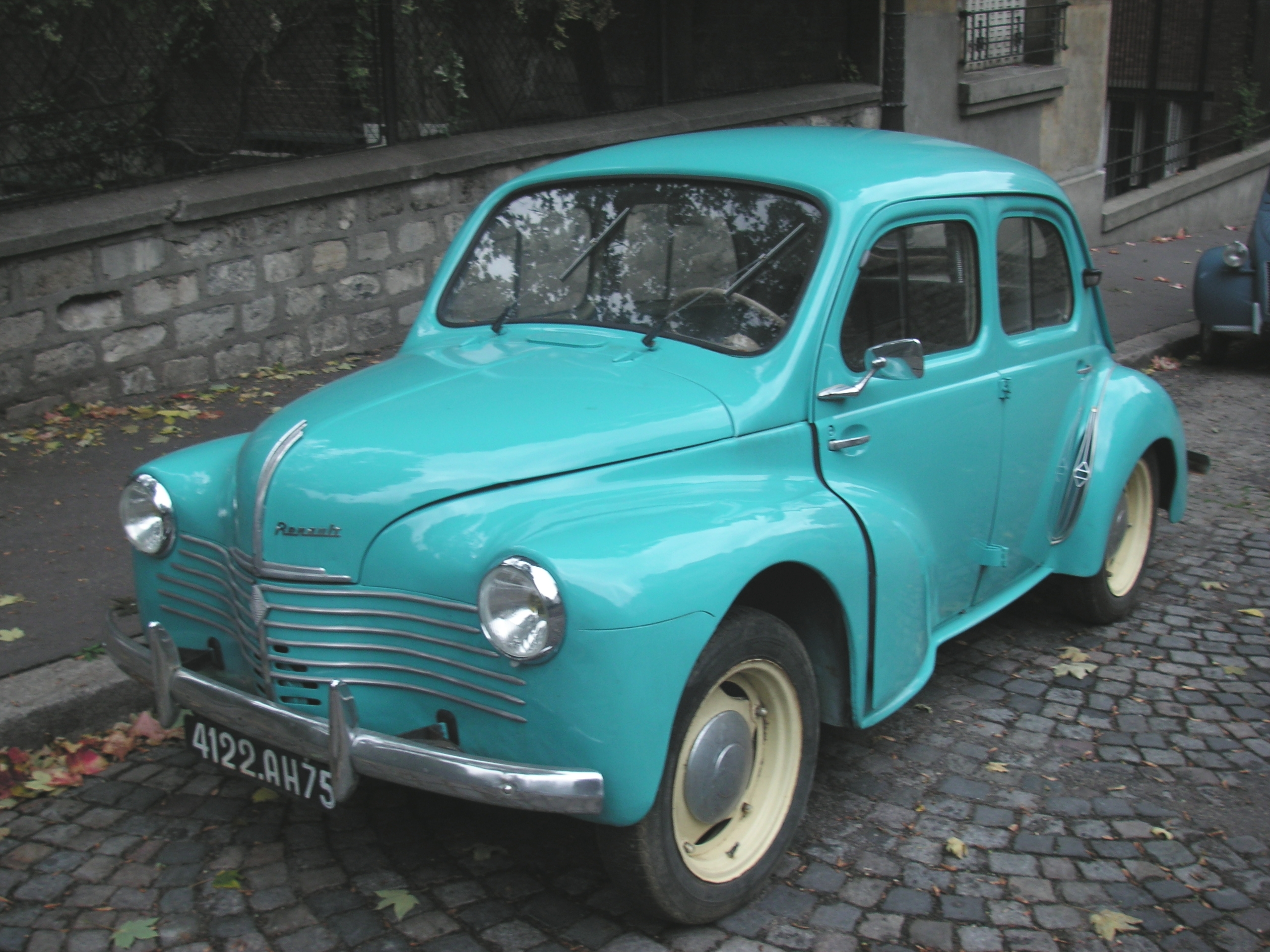
Una delle prime 4CV

Caratterizzata da un design tipicamente anni '40, la 4CV proponeva forme tondeggianti visibili ovunque osservando il corpo vettura, e che contribuivano non poco ad un coefficiente di penetrazione aerodinamica piuttosto ridotto per gli standard dell'epoca: appena 0,38. Il frontale era caratterizzato dalla presenza di due proiettori tondi posti sulla sommità dei parafanghi anteriori, in mezzo ai quali trovava posto una calandra relativamente ampia e formata da sei barre cromate orizzontali di lunghezza via via sempre crescente passando da quella superiore a quella inferiore. La calandra era divisa in due da una barra cromata verticale che nella parte centrale incorporava lo stemma della Casa di Billancourt e che proseguiva verso il cofano anteriore. La vista laterale metteva in evidenza la prominenza dei parafanghi, sia anteriori che posteriori, ma anche la presenza delle due portiere per lato, una caratteristica assai poco frequente all'epoca nelle vetture della fascia di mercato della 4CV. Le superfici vetrate non erano molto ampie, ma questa era una caratteristica tipica un po' di tutte le auto prodotte in quegli anni. Ciò coincideva giocoforza con la presenza di montanti massicci, in particolare quello posteriore. I montanti anteriori, invece, incorporavano gli indicatori di direzione a bacchetta. Il padiglione aveva un andamento arcuato, fatto che comportava un'abitabilità più ridotta nella zona posteriore dell'abitacolo. La coda, molto sfuggente, era caratterizzata anch'essa da un lunotto piuttosto ridotto come dimensioni e da un'ampia zona dedicata al raffreddamento del motore, e quindi coperta da un'ampia griglia. La vettura era sprovvista di veri e propri faretti posteriori: l'unico dispositivo luminoso presente in coda era quella delle piccole lampadine per l'illuminazione della targa.
L'abitacolo era spoglio, come si conveniva ad un'auto che badava maggiormente alla sostanza in quegli anni in cui la sostanza era prioritaria. Tuttavia non mancarono alcuni contenuti interessanti, almeno per l'epoca: tra questi va menzionato un dispositivo denominato "commodo", che in pratica era una leva multifunzione situata sul lato sinistro del piantone del volante e che integrava le funzioni del devioluci, degli indicatori di direzione e del clacson. Una sorta di antesignano delle moderne leve multifunzione che hanno tra l'altro mantenuto la posizione originaria. Il cruscotto era ad un solo quadrante semicircolare che integrava, oltre al tachimetro, anche il contachilometri totale e quello parziale, oltre ad alcune spie. Il volante era invece a tre razze.

#### Struttura, meccanica e motore

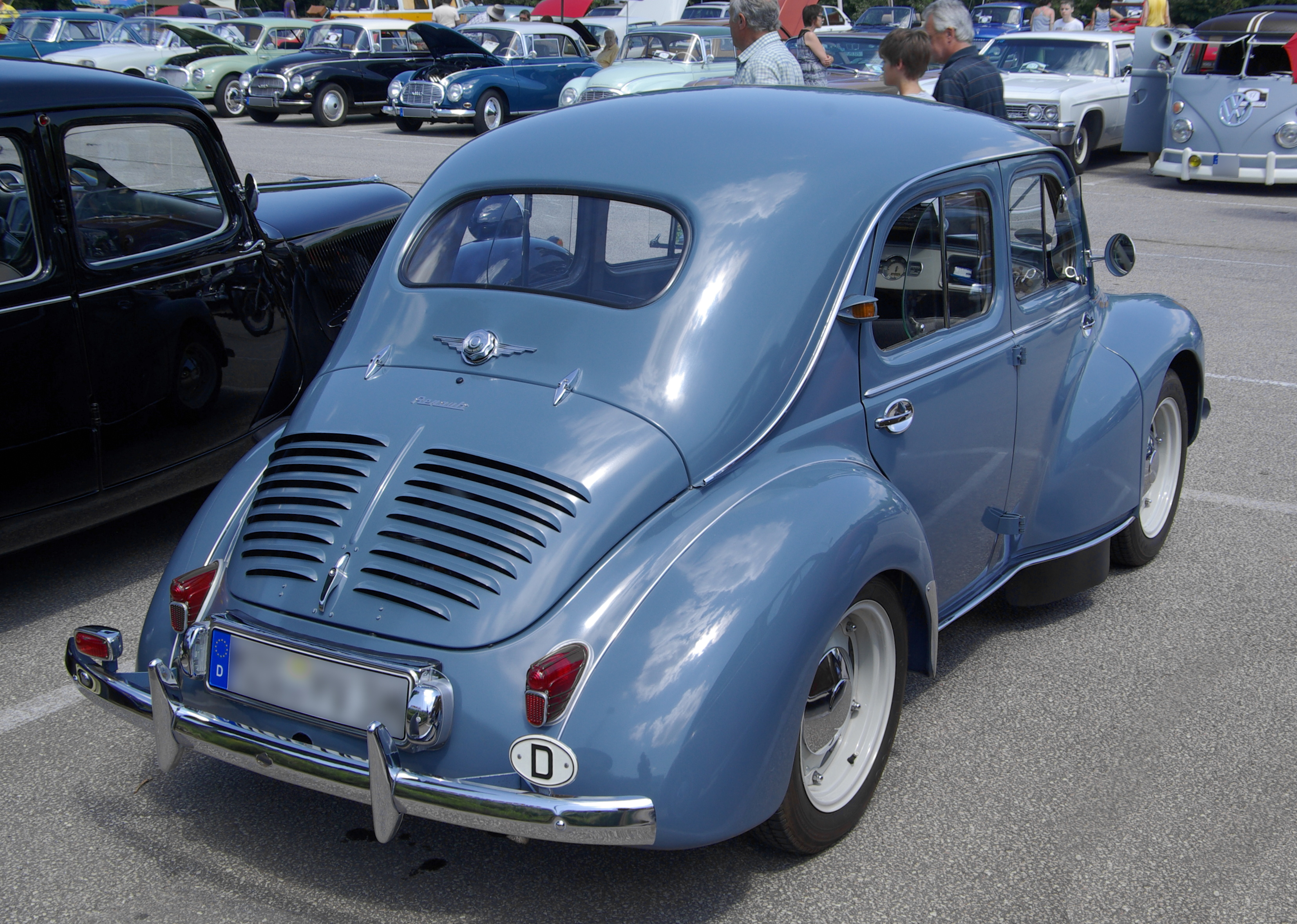
Vista posteriore di una 4CV

La 4CV era caratterizzata da un'architettura meccanica che in quegli anni veniva utilizzata solo da pochi costruttori, e cioè con motore posizionato posteriormente e trazione anch'essa sulle ruote posteriori. Ciò causò inevitabilmente uno sbilanciamento evidente nella ripartizione delle masse fra avantreno e retrotreno, che però in genere non avrebbe mai generato grossi inconvenienti sul piano della sicurezza su strada a causa delle modeste prestazioni delle vetture strettamente di serie. La struttura della 4CV era del tipo a scocca portante e fu il secondo modello della Casa della Losanga ad annoverare tale soluzione tecnica fra i suoi contenuti (la prima fu la Juvaquatre). La 4CV montava sospensioni a ruote indipendenti sui due assi, anteriormente a quadrilateri deformabili e posteriormente a semiassi oscillanti. Gli ammortizzatori erano ancora del tipo a leva, quindi piuttosto superati anche all'epoca. L'impianto frenante era a quattro tamburi, mentre lo sterzo era del tipo a cremagliera.
Il "cuore" della 4CV era un motore a 4 cilindri in linea da 760 cm³, con raffreddamento ad acqua, asse a camme laterale e potenza massima di 17 CV. Il cambio era del tipo manuale a 3 marce, delle quali la prima non era sincronizzata. Le prestazioni, come già detto, erano piuttosto ridotte: l'allungo massimo era infatti di 100 km/h e l'accelerazione da 0 ad 80 km/h veniva coperta in 32".

### Carriera commerciale
Al suo debutto, la 4CV fu proposta in due varianti di allestimento: la Normale, ossia la berlina a 4 porte per trasporto persone, e la Commerciale, ossia una variante per trasporto merci caratterizzata dall'assenza di panchetta posteriore, lunotto e vetri laterali posteriori. Poco dopo il lancio si verificò un problema: uno dei 40 clienti a cui vennero affidati altrettanti esemplari delle prime 4CV si accorse che i fari anteriori si trovavano a 550 mm dal suolo, mentre la legge francese dell'epoca ne imponeva almeno 600. Lo segnalò alla Renault e Pierre Lefaucheux si rese conto che ormai gli stampi per la vettura non erano più modificabili e che andava invece cambiata la legge. Cominciò così una trafila burocratica che finì con l'applicazione di una deroga per la 4CV. I funzionari che concessero tale deroga alla Renault lo fecero però più che altro perché furono convinti che la 4CV sarebbe stato un fiasco e che quindi tale "seccatura" avrebbe avuto vita breve.

#### I primi anni

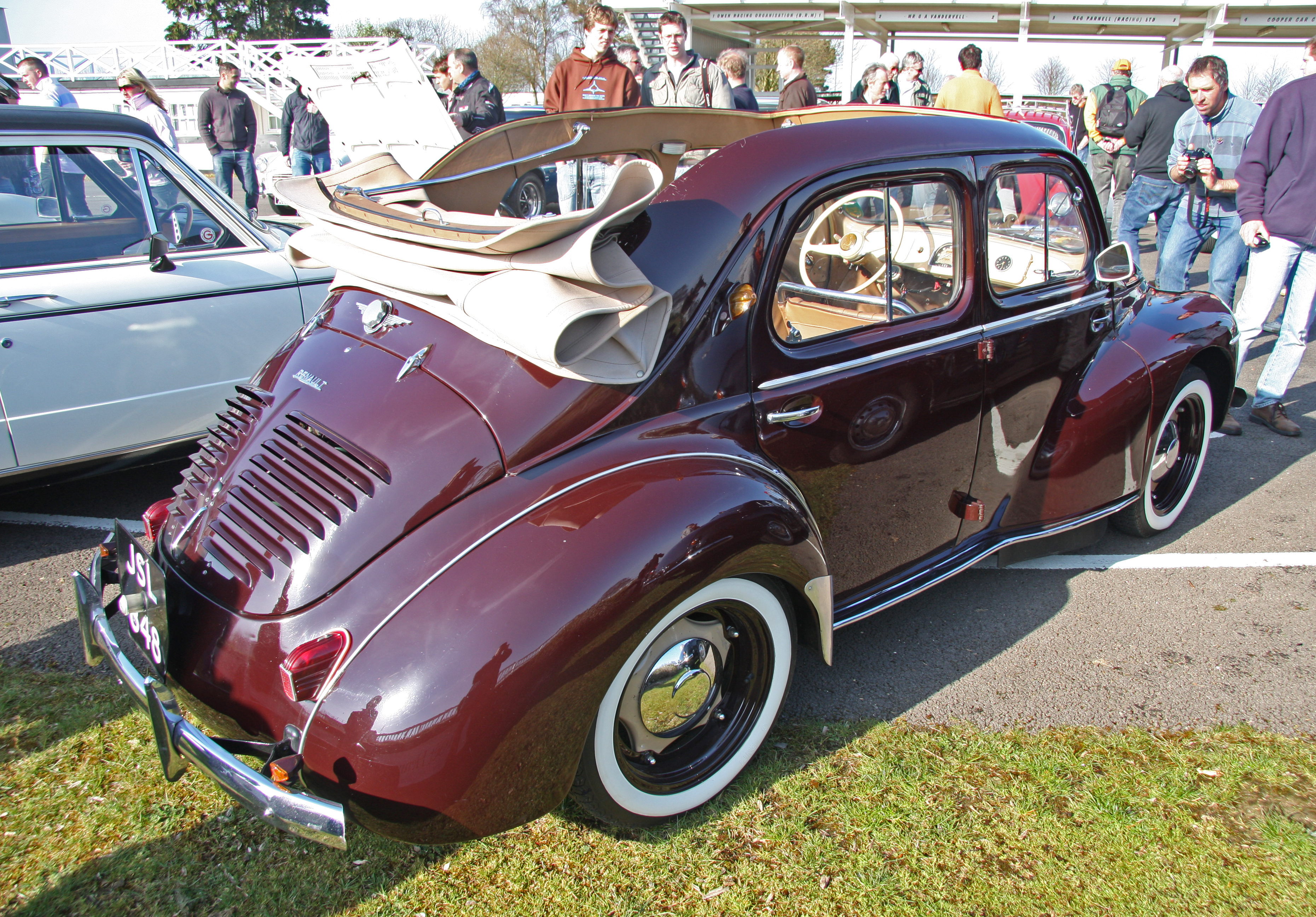
Una 4CV Décapotable, ossia la versione trasformabile

Fin dall'inizio della carriera della 4CV, la Régie incontrò comunque delle difficoltà nell'evadere gli ordini, a causa del loro numero esorbitante e i tempi di attesa si allungarono fino ad un anno. Alla fine del 1947, le 4CV prodotte furono 803, ma la produzione annuale fu destinata ad impennarsi già alla fine dell'anno successivo. Nel corso del 1948 vi furono i primi aggiornamenti: comparvero i vetri scorrevoli posteriori (fino a quel momento erano fissi) e gli indicatori di direzione a bacchetta vennero spostati sui montanti posteriori. Per quanto riguarda la gamma, si ebbe il debutto della 4CV Décapotable, più costosa ed appannaggio della clientela più snob. In realtà la Décapotable era tecnicamente una trasformabile, in quanto a capote aperta i montanti e i finestrini rimanevano in posizione e non andavano a scomparire in alcun modo. Inizialmente, la Décapotable fu assemblata solo dalla SAPRAR, una filiale della Renault che si occupava normalmente anche di riparazioni e pezzi di ricambio. Fino al 1950 la SAPRAR produrrà alcune decine di esemplari di Décapotable, prima che la produzione venisse trasferita allo stabilimento centrale di Billancourt. Sempre nel 1948 ha inizio l'esportazione della 4CV in Australia, in questo caso gli esemplari previsti per tale mercato erano dotati di guida sul lato destro.
Nel 1949, la gamma della 4CV berlina si sdoppiò in due versioni: la Normale e la Luxe, con allestimento più rifinito e dotazione più completa. In particolare, mentre la Normale era dotata di un volante di color nero e praticamente di nient'altro, la Luxe montava un più elegante volante color crema, finestrini con deflettori, un antifurto, due posacenere, una plafoniera interna e i paraurti con rostri. Erano comunque assenti i faretti posteriori. Nella gamma in generale, la coda vide la scomparsa di due delle iniziali undici feritoie per il raffreddamento del motore. Proprio con la 4CV cominciò quella lunga serie di tentativi, da parte della Renault, di penetrare con efficacia nel mercato statunitense. Praticamente i successivi quattro decenni furono caratterizzati da numerosi tentativi in tal senso, ma tutti risoltisi con magri consensi.

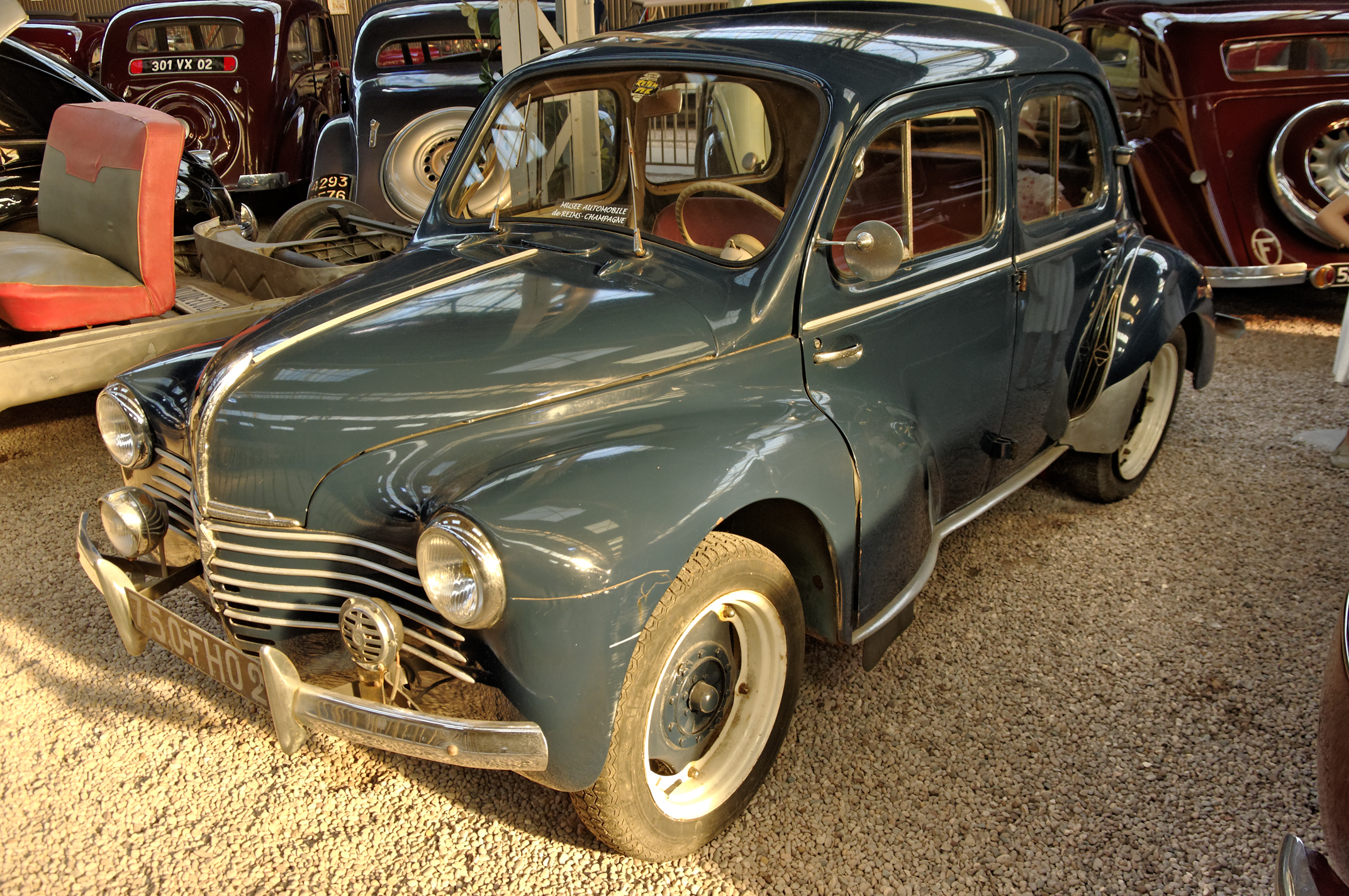
Una 4CV Luxe, riconoscibile per il volante color crema e per la presenza dei deflettori ai finestrini anteriori

Nel 1950, furono adottati dei veri fanali posteriori, uno per la Normale e due per le altre, mentre vennero soppressi gli indicatori di direzione a bacchetta, sostituiti da indicatori di direzione a lampeggiante. Nell'abitacolo debuttò un nuovo cruscotto sistemato questa volta al centro della plancia, mentre il volante divenne a due razze anziché tre. Inoltre la gamma si espanse ulteriormente con l'arrivo della Luxe con tetto apribile e della Grand Luxe, con motore dalla potenza innalzata a 21 CV e dotazione di serie ancor più ricca e comprendente tra l'altro i fari antinebbia e gli pneumatici a fianco bianco.
Nel 1951, la 4CV fu prodotta su licenza anche in Spagna, presso lo stabilimento FASA-Renault, mentre già fin dal suo esordio la vettura aveva iniziato a raccogliere alcuni successi in campo agonistico. Proprio in virtù della rinata vocazione sportiva da parte della Casa della Losanga, il motore della 4CV fu sottoposto ad un aggiornamento che avrebbe ridotto la cilindrata a 747 cm³. Questo per permettere alla 4CV di rientrare nella categoria Turismo fino a 750 cm³, in cui si intendeva omologarla. La cilindrata leggermente ridotta non influì negativamente sulle prestazioni del motore, che rimasero invariate. Unica differenza, il motore da 21 CV fu montato anche nella versione Décapotable. E proprio in vista di un impiego in ambito sportivo, vennero prodotte 77 unità di una versione particolare, oggi rara ed ambitissima, che gli appassionati indicano con la sua sigla di progetto, R1063, la quale beneficiò di numerosi interventi al motore, fra cui un carburatore doppio corpo, pistoni e bielle specifici, un rapporto di compressione aumentato ed un albero a gomiti forgiato. Con queste ed altre modifiche, la potenza massima raggiunse i 35 CV. Tornando alla gamma di serie, un altro aggiornamento meccanico fu quello relativo agli ammortizzatori, non più a leva ma di tipo idraulico telescopico. Quanto alla gamma, essa si ampliò ulteriormente e fu a questo punto composta da sette versioni: Normale, Luxe, Luxe con tetto apribile, Grand Luxe, Grand Luxe con tetto apribile, Décapotable e Commerciale.
Nel 1952, vi furono alcune importanti modifiche alla gamma: la versione Normale fu sostituita dalla Affaire, mentre la Luxe e la Grand Luxe furono entrambe sostituite dalla Sport, la quale adottò il motore da 21 CV della Grand Luxe e della Décapotable. Quest'ultima rimase in listino e fu l'unica versione a montare ancora l'allestimento Grand Luxe, per cui è facile trovarla indicata anche come Grand Luxe Décapotable. L'anno seguente debuttò anche la 4CV più spartana di tutte, la Service, ancora più essenziale della Affaire. Disponibile in una sola tinta, il grigio, la Service fu anche caratterizzata da paraurti verniciati e non cromati, dall'assenza di rostri sopra di essi, di copriruota e di una vera e propria calandra a barre cromate. Sempre nel 1953, la 4CV sbarca anche in Giappone, dove viene prodotta su licenza. Alla fine dello stesso anno, il motore da 21 CV viene esteso a tutta la gamma, anche alle versioni di base: il fatto sancì la fine della produzione dei motori da 17 CV.

#### Il restyling di mezza età e la fine della produzione

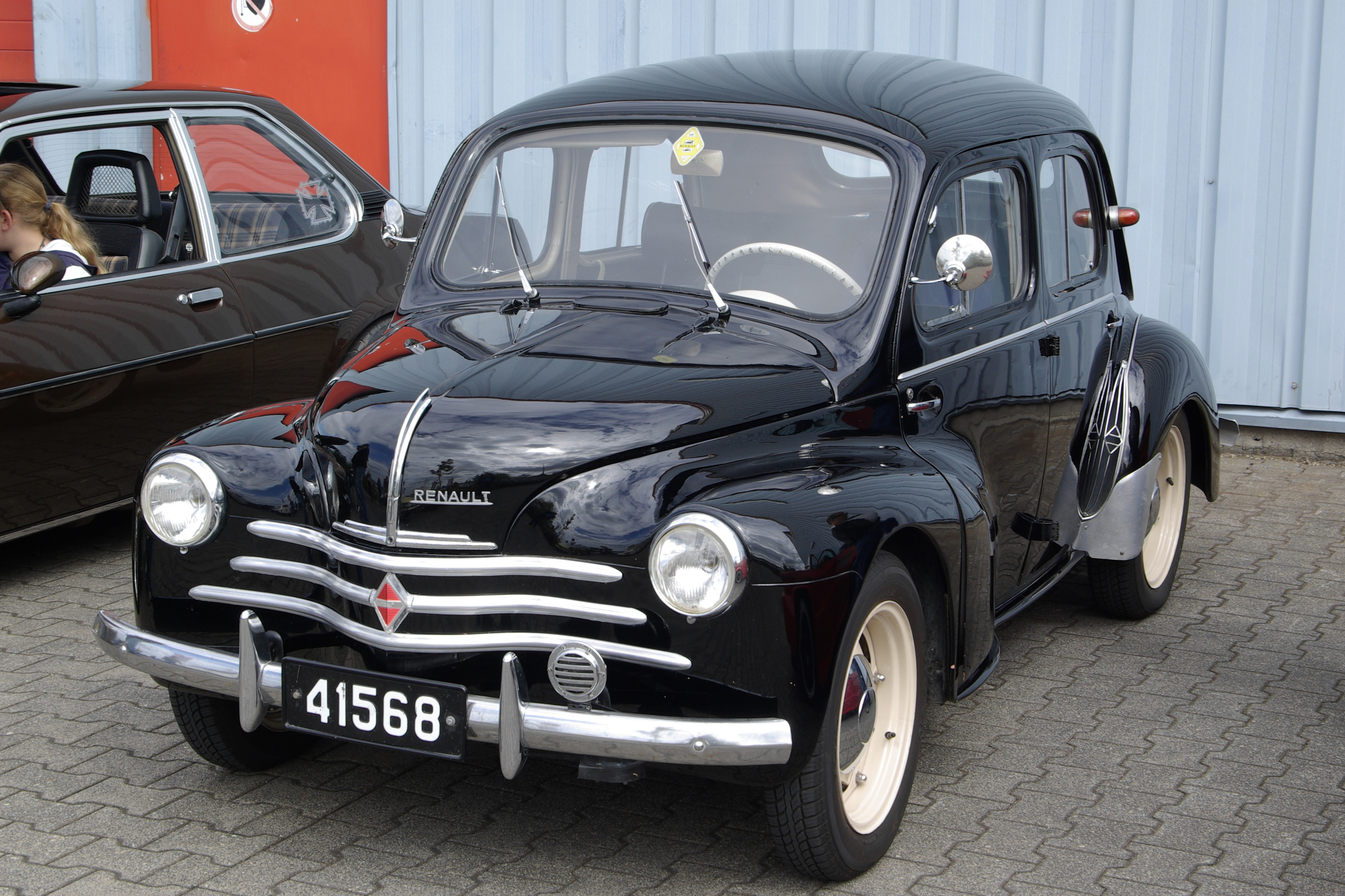
Il frontale di una 4CV dopo l'aggiornamento estetico del 1954

Nel 1954, la versione Service uscì di listino. Tale aggiornamento alla gamma coincise con altri aggiornamenti, in questo caso di tipo estetico e più che altro concentrati nel frontale, dove la calandra a sei listelli orizzontali lasciò il posto ad una nuova calandra a soli tre listelli cromati, ma più spessi. Unica eccezione fu la versione Affaires, che con l'uscita di listino della Service tornò a costituire la base di gamma e che fu dotata di una calandra ad un solo listello. L'8 aprile 1954, dalla linee di montaggio di Billancourt, uscì l'esemplare nº 500.000 della 4CV.
Nel 1955, la 4CV fu affidata alle esperte mani dei tecnici della Alpine, con la quale la Renault intraprese un lungo periodo di partnership. Da tale collaborazione nacque la Alpine Renault A106, primo modello di una serie di sportive a motore Renault. Per quanto riguarda la gamma, uno dei principali aggiornamenti riguardò l'arrivo della frizione automatica, disponibile come optional su alcune versioni. Intanto il successo della 4CV parve non conoscere ostacoli: nonostante gli sforzi per aumentare i ritmi di produzione (la produzione fu estesa anche al nuovo stabilimento di Flins), i tempi di attesa rimasero lunghi, in media fra i tre ed i cinque mesi.
Nel marzo del 1956 debuttò la Dauphine, destinata dapprima ad affiancare ed in seguito a sostituire la 4CV. In ogni caso, durante la seconda metà degli anni '50 del XX secolo, la 4CV e la Dauphine convissero stabilmente a listino. Il 2 agosto dello stesso anno uscì dalle linee di montaggio l'ultima 4CV Décapotable e, sempre nel corso del 1956, anche la Commerciale lasciò definitivamente il listino. Altri aggiornamenti effettuati nel corso del 1956 furono ad esempio quelli che interessarono il cruscotto, ora ridisegnato e tornato nella sua originaria sede dietro il volante.
Cominciò a questo punto la rapida fase calante della carriera commerciale della 4CV: nel corso del 1957 venne tolta di produzione la versione Grand Luxe Décapotable. Alla fine dello stesso anno, in concomitanza con l'entrata in produzione dell'anno-modello 1958, si ebbe un consistente aggiornamento tecnico nel motore, il cui rapporto di compressione venne innalzato, consentendo così un incremento di potenza fino a 26 CV. L'arrivo del nuovo anno vide la gamma della 4CV ridursi a tre sole versioni: la Affaires e la Sport, quest'ultima ancora disponibile con o senza tetto apribile. La Affaire, in particolare, conobbe una semplificazione della propria dotazione, con paraurti, cornice fari e maniglie porta non più cromati ma in tinta con la carrozzeria. Su tutte le versioni, poi, i cerchi divennero a disco pieno. In seguito non vi furono più aggiornamenti di sorta: l'ultima 4CV lascerà le linee di montaggio di Billancourt e Flins il 6 luglio del 1961.

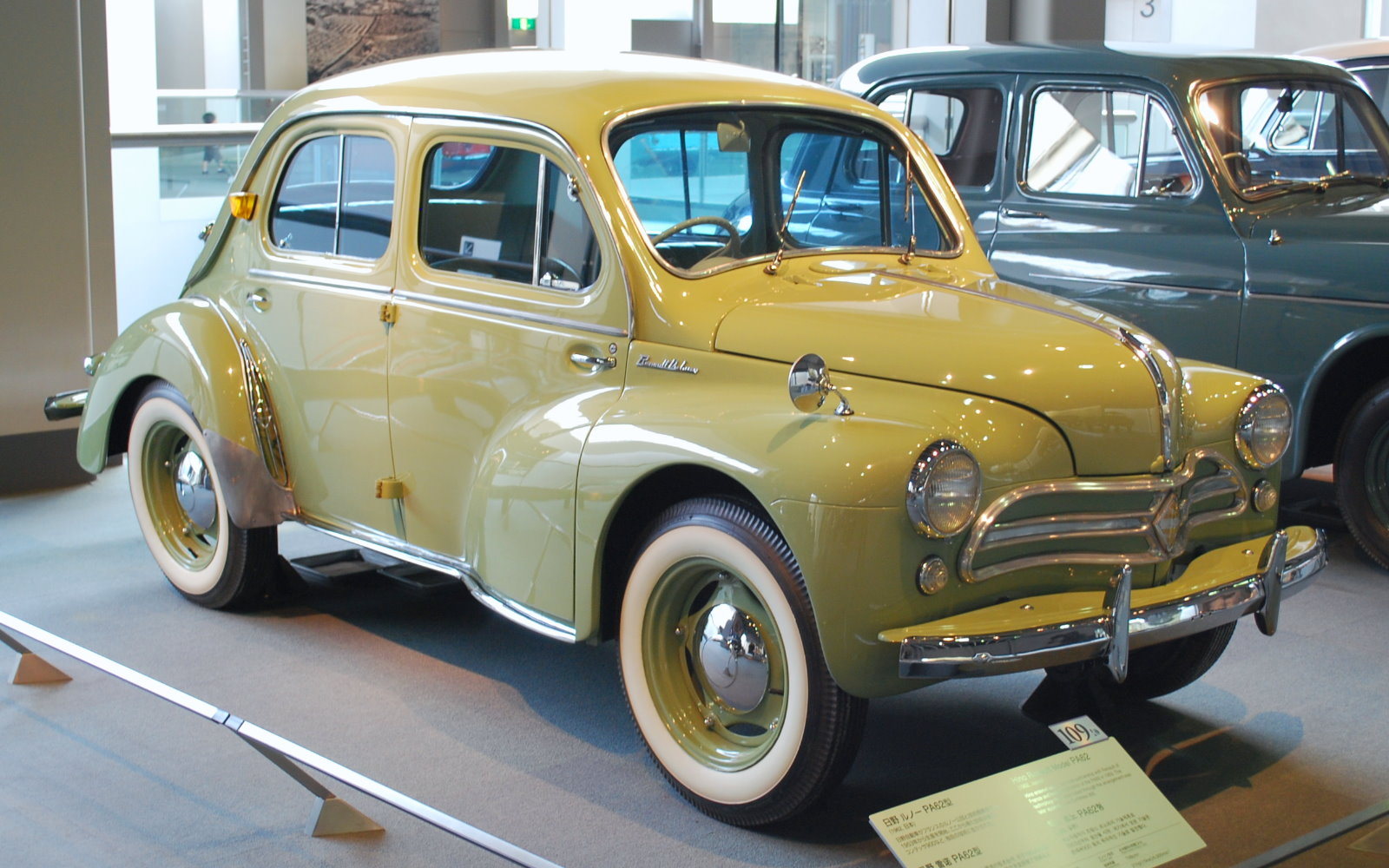
Una 4CV prodotta dalla Hino

Negli anni a venire, la 4CV venne prodotta su licenza in alcuni Paesi in via di sviluppo, tra cui il Messico e la Romania (a partire dal 1966), e si arrivò addirittura al 1983, anno in cui la 4CV fu prodotta su licenza in Vietnam, fino al 1989. Fra il 1953 ed il 1963, la 4CV fu prodotta anche in Giappone, dalla Hino Diesel, un'azienda nata nel 1942 e che, come il nome suggerisce, era specializzata fino a quel momento nella produzione di camion pesanti mossi da motori a gasolio. Il contratto siglato fra la Hino e la Renault prevedeva che durante i primi sette anni il costruttore giapponese avrebbe usufruito dei pezzi inviatigli in Giappone dalla Casa madre, e che scaduto questo termine, avrebbe prodotto la 4CV direttamente in loco su licenza. In realtà, la Hino riuscì ad ottenere la licenza di produzione già nel 1957, dopo appena quattro anni. La 4CV prodotta in Giappone differiva da quella europea per il diverso disegno della calandra, ma soprattutto per i paraurti più sporgenti, una soluzione resa necessaria per soddisfare alcune normative giapponesi in tema di sicurezza. In totale furono circa 50 000 le 4CV prodotte dalla Hino. Nel 1963 questo capitolo nella storia del costruttore giapponese si concluse e venne ripresa la normale produzione di automezzi pesanti.

### Riepilogo caratteristiche
Di seguito vengono riepilogate le caratteristiche relative alle varie versioni costituenti la gamma della 4CV nell'arco della sua produzione. I prezzi riportati sono in franchi francesi e si riferiscono al livello di allestimento più basso fra quelli indicati (in ordine crescente) e, salvo dove indicato diversamente, al momento del debutto nel mercato francese.
| Sigla modello                      | 106-E4                                                                                                   | R1060 | R1060 | R1062 | R1062 | R1062 | R1062 | R1063 | R2070 | R2071 |
| ---------------------------------- | --- | --- | --- | --- | --- | --- | --- | --- | --- | --- |
| Allestimenti                       | Normale                                                                                                  | Normale, Luxe, Décapotable                                                                               | Grand Luxe                                                                                               | Service, Normale, Affaires, Luxe                                                                         | Service, Normale, Affaires, Luxe                                                                         | Sport, Grand Luxe, Décapotable                                                                           | Affaires, Sport                                                                                          | - | Commerciale                                                                                              | Commerciale                                                                                              |
| Anni di produzione                 | 1946-47                                                                                                  | 08/1947-12/1950                                                                                          | 12/1949-12/1950                                                                                          | 12/1950-10/1953                                                                                          | 10/1953-10/1957                                                                                          | 12/1950-10/1957                                                                                          | 10/1957-07/1961                                                                                          | 1951 | 08/1947-12/1950                                                                                          | 12/1950-10/1952                                                                                          |
| Esemplari prodotti                 | 43 | 141.618                                                                                                  | 141.618                                                                                                  | 948.300                                                                                                  | 948.300                                                                                                  | 948.300                                                                                                  | 948.300                                                                                                  | 77 | 11.119                                                                                                   | 4.240 |
| Prezzo al debutto in FF            | 172.000                                                                                                  | 280.000                                                                                                  | 378.000                                                                                                  | 399.000                                                                                                  | 399.000                                                                                                  | 472.000                                                                                                  | 399.000                                                                                                  | - | - | - |
| Motore                             | Type 662-1                                                                                               | Type 662-1                                                                                               | Type 662-1L                                                                                              | Type 662-2                                                                                               | Type 662-2 54                                                                                            | Type 662-2L                                                                                              | Type 662                                                                                                 | Type 662-1063                                                                                            | Type 662-1                                                                                               | Type 662-2                                                                                               |
| Posizione                          | Posteriore longitudinale a sbalzo                                                                        | Posteriore longitudinale a sbalzo                                                                        | Posteriore longitudinale a sbalzo                                                                        | Posteriore longitudinale a sbalzo                                                                        | Posteriore longitudinale a sbalzo                                                                        | Posteriore longitudinale a sbalzo                                                                        | Posteriore longitudinale a sbalzo                                                                        | Posteriore longitudinale a sbalzo                                                                        | Posteriore longitudinale a sbalzo                                                                        | Posteriore longitudinale a sbalzo                                                                        |
| Numero e disposizione dei cilindri | 4 cilindri in linea                                                                                      | 4 cilindri in linea                                                                                      | 4 cilindri in linea                                                                                      | 4 cilindri in linea                                                                                      | 4 cilindri in linea                                                                                      | 4 cilindri in linea                                                                                      | 4 cilindri in linea                                                                                      | 4 cilindri in linea                                                                                      | 4 cilindri in linea                                                                                      | 4 cilindri in linea                                                                                      |
| Cilindrata (cm³)                   | 760 | 760 | 760 | 747 | 747 | 747 | 747 | 747 | 760 | 747 |
| Alesaggio e corsa (mm)             | 55 x 80                                                                                                  | 55 x 80                                                                                                  | 55 x 80                                                                                                  | 54,5 x 80                                                                                                | 54,5 x 80                                                                                                | 54,5 x 80                                                                                                | 54,5 x 80                                                                                                | 54,5 x 80                                                                                                | 55 x 80                                                                                                  | 54,5 x 80                                                                                                |
| Alimentazione                      | Carburatore Solex 221 AC                                                                                 | Carburatore Solex 221 AC                                                                                 | Carburatore Solex 221 AC                                                                                 | Carburatore Solex 22 BICT                                                                                | Carburatore Solex 22 BICT                                                                                | Carburatore Solex 22 BICT                                                                                | Carburatore Solex 22 BICT                                                                                | Carburatore doppio corpo                                                                                 | Carburatore Solex 221 AC                                                                                 | Carburatore Solex 22 BICT                                                                                |
| Rapporto di compressione           | 6,7:1 | 6,7:1 | 7,25:1                                                                                                   | 6,7:1 | 7,25:1                                                                                                   | 7,25:1                                                                                                   | 7,75:1                                                                                                   | 8,4:1 | 6,7:1 | 6,7:1 |
| Potenza massima (CV/rpm)           | 17/3500                                                                                                  | 17/3500                                                                                                  | 21/4000                                                                                                  | 17/3500                                                                                                  | 21/4000                                                                                                  | 21/4000                                                                                                  | 26 | 35/5500                                                                                                  | 17/3500                                                                                                  | 17/3500                                                                                                  |
| Coppia massima (Nm/rpm)            | 46,6/1500                                                                                                | 46,6/1500                                                                                                | 46,6/1500                                                                                                | 46,6/1600                                                                                                | 46,6/1600                                                                                                | 46,6/1600                                                                                                | 46,6/1600                                                                                                | - | 46,6/1500                                                                                                | 46,6/1600                                                                                                |
| Albero a gomiti                    | Su 3 supporti di banco                                                                                   | Su 3 supporti di banco                                                                                   | Su 3 supporti di banco                                                                                   | Su 3 supporti di banco                                                                                   | Su 3 supporti di banco                                                                                   | Su 3 supporti di banco                                                                                   | Su 3 supporti di banco                                                                                   | Su 3 supporti di banco                                                                                   | Su 3 supporti di banco                                                                                   | Su 3 supporti di banco                                                                                   |
| Frizione                           | Monodisco a secco                                                                                        | Monodisco a secco                                                                                        | Monodisco a secco                                                                                        | Monodisco a secco                                                                                        | Monodisco a secco                                                                                        | Monodisco a secco                                                                                        | Monodisco a secco                                                                                        | Monodisco a secco                                                                                        | Monodisco a secco                                                                                        | Monodisco a secco                                                                                        |
| Trazione                           | Posteriore                                                                                               | Posteriore                                                                                               | Posteriore                                                                                               | Posteriore                                                                                               | Posteriore                                                                                               | Posteriore                                                                                               | Posteriore                                                                                               | Posteriore                                                                                               | Posteriore                                                                                               | Posteriore                                                                                               |
| Cambio                             | Manuale a 3 marce                                                                                        | Manuale a 3 marce                                                                                        | Manuale a 3 marce                                                                                        | Manuale a 3 marce                                                                                        | Manuale a 3 marce                                                                                        | Manuale a 3 marce                                                                                        | Manuale a 3 marce                                                                                        | Manuale a 3, 4 o 5 marce                                                                                 | Manuale a 3 marce                                                                                        | Manuale a 3 marce                                                                                        |
| Struttura                          | Scocca portante                                                                                          | Scocca portante                                                                                          | Scocca portante                                                                                          | Scocca portante                                                                                          | Scocca portante                                                                                          | Scocca portante                                                                                          | Scocca portante                                                                                          | Scocca portante                                                                                          | Scocca portante                                                                                          | Scocca portante                                                                                          |
| Sospensioni ant.                   | A ruote indipendenti, quadrilateri deformabili ed ammortizzatori a leva (idraulici telescopici dal 1951) | A ruote indipendenti, quadrilateri deformabili ed ammortizzatori a leva (idraulici telescopici dal 1951) | A ruote indipendenti, quadrilateri deformabili ed ammortizzatori a leva (idraulici telescopici dal 1951) | A ruote indipendenti, quadrilateri deformabili ed ammortizzatori a leva (idraulici telescopici dal 1951) | A ruote indipendenti, quadrilateri deformabili ed ammortizzatori a leva (idraulici telescopici dal 1951) | A ruote indipendenti, quadrilateri deformabili ed ammortizzatori a leva (idraulici telescopici dal 1951) | A ruote indipendenti, quadrilateri deformabili ed ammortizzatori a leva (idraulici telescopici dal 1951) | A ruote indipendenti, quadrilateri deformabili ed ammortizzatori a leva (idraulici telescopici dal 1951) | A ruote indipendenti, quadrilateri deformabili ed ammortizzatori a leva (idraulici telescopici dal 1951) | A ruote indipendenti, quadrilateri deformabili ed ammortizzatori a leva (idraulici telescopici dal 1951) |
| Sospensioni post.                  | A ruote indipendenti, semiassi oscillanti ed ammortizzatori a leva                                       | A ruote indipendenti, semiassi oscillanti ed ammortizzatori a leva                                       | A ruote indipendenti, semiassi oscillanti ed ammortizzatori a leva                                       | A ruote indipendenti, semiassi oscillanti ed ammortizzatori a leva                                       | A ruote indipendenti, semiassi oscillanti ed ammortizzatori a leva                                       | A ruote indipendenti, semiassi oscillanti ed ammortizzatori a leva                                       | A ruote indipendenti, semiassi oscillanti ed ammortizzatori a leva                                       | A ruote indipendenti, semiassi oscillanti ed ammortizzatori a leva                                       | A ruote indipendenti, semiassi oscillanti ed ammortizzatori a leva                                       | A ruote indipendenti, semiassi oscillanti ed ammortizzatori a leva                                       |
| Impianto frenante                  | A tamburo sulle quattro ruote                                                                            | A tamburo sulle quattro ruote                                                                            | A tamburo sulle quattro ruote                                                                            | A tamburo sulle quattro ruote                                                                            | A tamburo sulle quattro ruote                                                                            | A tamburo sulle quattro ruote                                                                            | A tamburo sulle quattro ruote                                                                            | A tamburo sulle quattro ruote                                                                            | A tamburo sulle quattro ruote                                                                            | A tamburo sulle quattro ruote                                                                            |
| Pneumatici                         | 135 x 400                                                                                                | 135 x 400                                                                                                | 135 x 400                                                                                                | 135 x 400                                                                                                | 135 x 400                                                                                                | 135 x 400                                                                                                | 135 x 400                                                                                                | 135 x 400                                                                                                | 135 x 400                                                                                                | 135 x 400                                                                                                |
| Sterzo                             | A cremagliera                                                                                            | A cremagliera                                                                                            | A cremagliera                                                                                            | A cremagliera                                                                                            | A cremagliera                                                                                            | A cremagliera                                                                                            | A cremagliera                                                                                            | A cremagliera                                                                                            | A cremagliera                                                                                            | A cremagliera                                                                                            |
| Massa in ordine di marcia          | 585-610 kg                                                                                               | 585-610 kg                                                                                               | 585-610 kg                                                                                               | 585-610 kg                                                                                               | 585-610 kg                                                                                               | 585-610 kg                                                                                               | 585-610 kg                                                                                               | 585-610 kg                                                                                               | 585-610 kg                                                                                               | 585-610 kg                                                                                               |
| Serbatoio                          | 27,5 litri                                                                                               | 27,5 litri                                                                                               | 27,5 litri                                                                                               | 27,5 litri                                                                                               | 27,5 litri                                                                                               | 27,5 litri                                                                                               | 27,5 litri                                                                                               | 27,5 litri                                                                                               | 27,5 litri                                                                                               | 27,5 litri                                                                                               |
| Velocità massima                   | 90 | 90 | 100 | 90 | 100 | 100 | 110 | 140 | 90 | 90 |

### Le fuoriserie su base 4CV

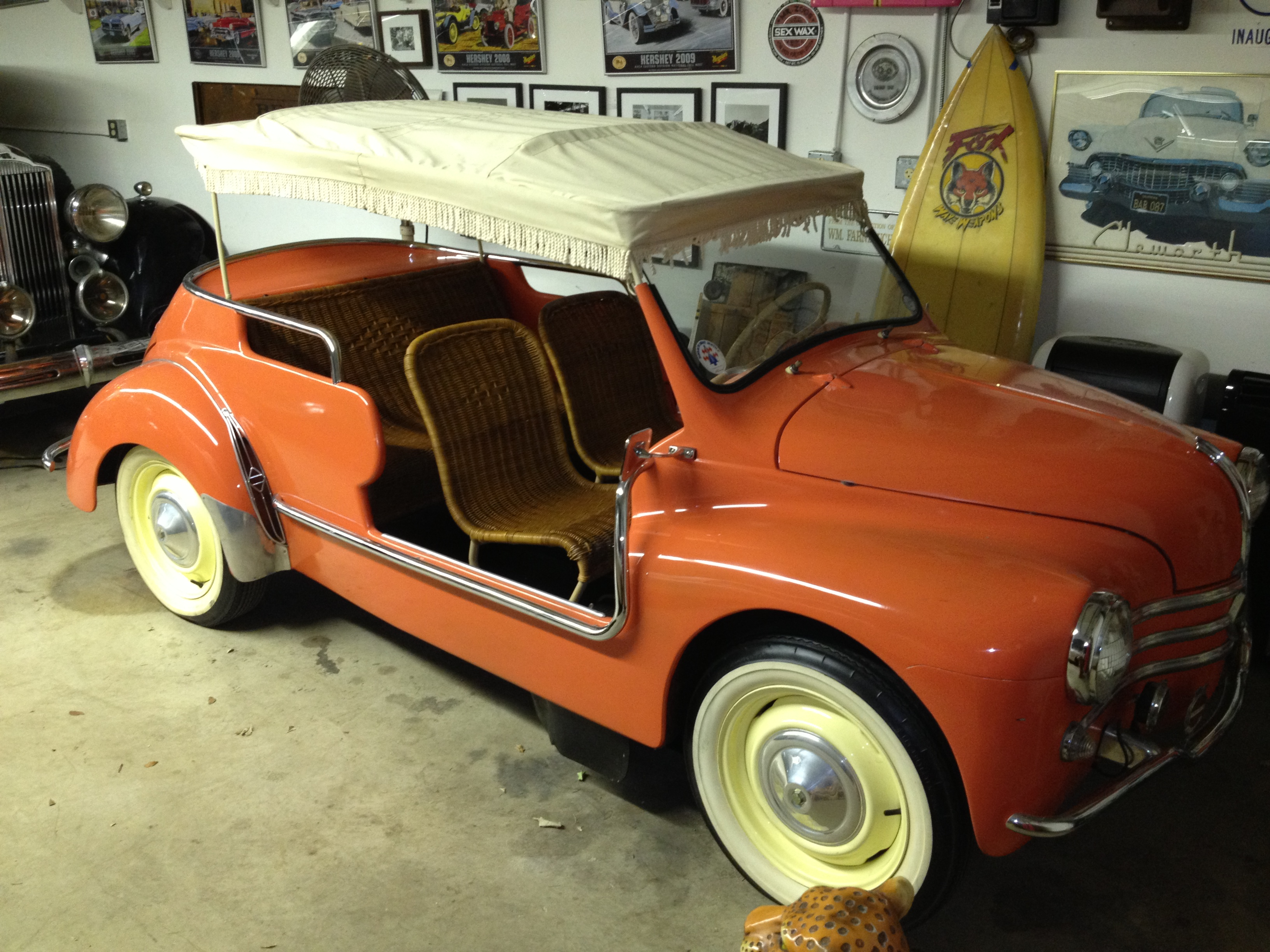
Una Renault 4CV Ghia Jolly

Nel corso della sua carriera, la 4CV ispirò numerosi carrozzieri, anche molto rinomati. Dalla base meccanica della 4CV, questi carrozzieri, più altri meno noti ma ugualmente dotati di lodevoli capacità, seppero derivare inedite ed interessanti fuoriserie. Come spesso accadeva a quei tempi, non poche delle fuoriserie prodotte vennero anche impiegate in ambito sportivo, mentre altre vissero una più tranquilla vita cittadina o vennero utilizzate solo in particolari occasioni. 
Il noto carrozziere Labourdette, ad esempio, realizzò la cosiddetta "4CV Vutotal", una cabriolet dalle linee futuristiche caratterizzata fra l'altro da un parabrezza in due pezzi e senza montanti, secondo un brevetto depositato dallo stesso Labourdette. Sempre dallo stesso carrozziere venne realizzata un'altra cabriolet a due porte, stavolta conservando le forme della 4CV di serie. Tale vettura fu anche impiegata in alcune competizioni sportive. Fra il 1949 ed il 1951 il pilota Louis Rosier progettò e realizzò prima una coupé ed in seguito una barchetta con corpo vettura debitamente alleggerito e motore elaborato, cosicché la vettura riusciva a raggiungere i 180 km/h di velocità massima. Sia la coupé che la barchetta di Rosier ebbero un corpo vettura completamente ridisegnato. Più fedele alla 4CV di serie era invece un'altra barchetta realizzata nell'officina belga Mouchiro, da cui in quegli anni uscì anche una coupé, anch'essa simile alle normali 4CV, ma dalla parte posteriore completamente ridisegnata.

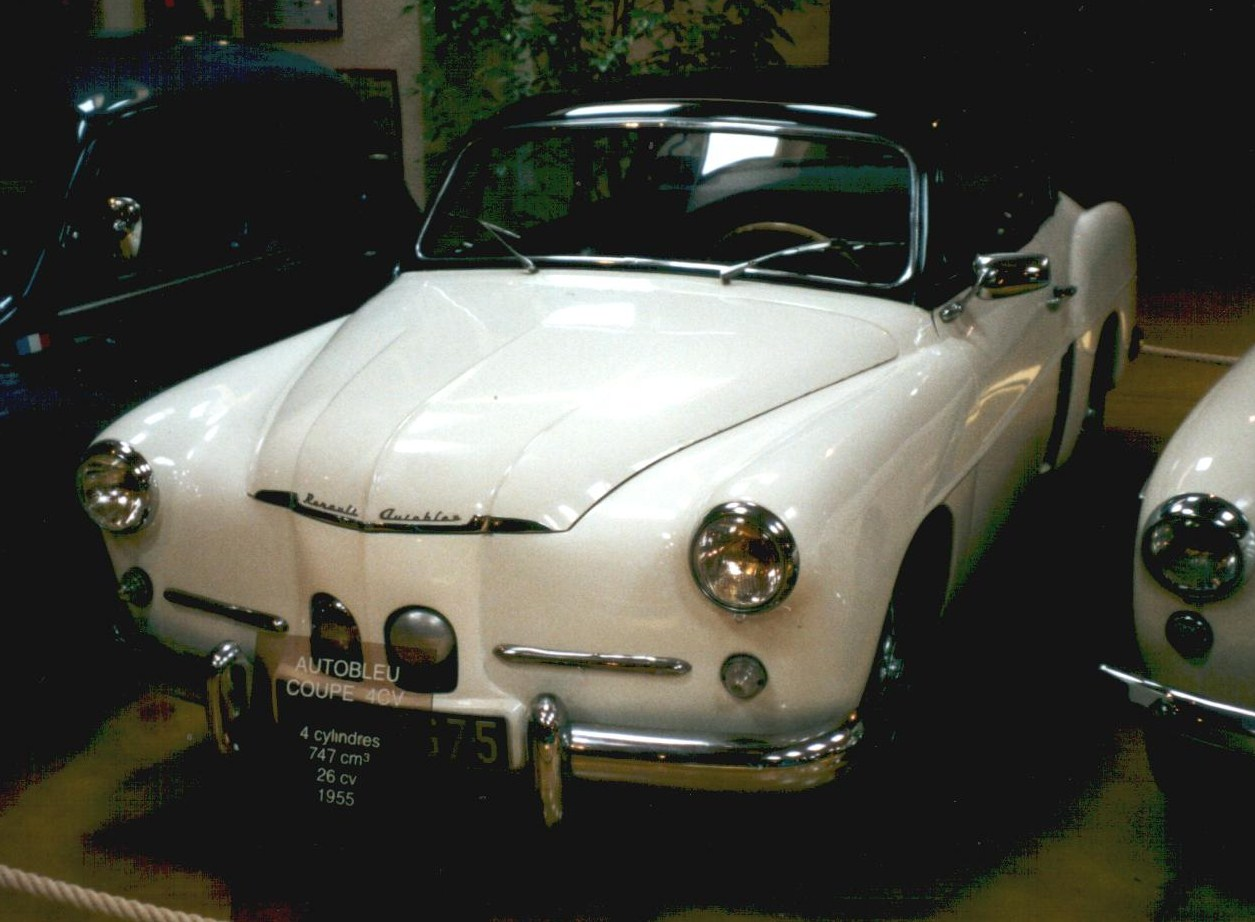
Una 4CV Autobleu

Una delle fuoriserie più famose in assoluto è però la 4CV Jolly, una spiaggina realizzata dalla Ghia in 50 esemplari per il mercato USA. Il carrozziere torinese si interessò inizialmente anche ad un altro progetto, quello partorito dalla mente dei signori Maurice Mestivier e Roger Lepeytre, titolari della ditta Autobleu, specializzata nella vendita di accessori auto. Essi concepirono su carta un'elegante coupé per la cui realizzazione definitiva si affidarono proprio alla Ghia. Ma alcuni problemi nella realizzazione della vettura definitiva spinsero la Autobleu a dirottare il progetto al celebre Henri Chapron (noto soprattutto per le sue realizzazioni su base Citroën). Grazie al carrozziere francese, la vettura riuscì persino ad essere prodotta in 81 esemplari, il che dimostra come, nonostante si trattasse di un'auto sconosciuta ai più, la coupé Autobleu seppe imporsi anche nel limitato mercato delle fuoriserie di nicchia. La Ghia, fra l'altro, realizzò anche due esemplari di cabriolet, oltre ai già citati 81 esemplari di coupé. La coupé di Autobleu venne in seguito considerata una delle più riuscite fra le fuoriserie su base 4CV. La sua eleganza non mancò di catturare anche alcuni personaggi del mondo dello spettacolo, fra cui gli attori Michèle Morgan ed Eddie Constantine.
Chapron realizzò poi anche altre fuoriserie sfruttando la meccanica della 4CV, in particolare tre esempi di spider dalle linee sempre piuttosto arrotondate. Un'altra carrozzeria degna di nota tra quelle che si cimentarono con la 4CV fu la Brissoneau et Lotz, che dalla popolare vettura francese estrapolò due cabriolet dalla differente vocazione: la prima, più corsaiola, era priva di particolari orpelli e poteva essere equipaggiata anche con il motore della R1063, mentre la seconda, più ricca di dettagli cromati, denotava una maggior eleganza, sottolineata anche dai cerchi a disco pieno, segno che ormai si era nel periodo finale della carriera della 4CV. Le due cabriolet di Brissoneau et Lotz erano accomunate da altre caratteristiche, come ad esempio la grossa presa d'aria verticale sulla fiancata.

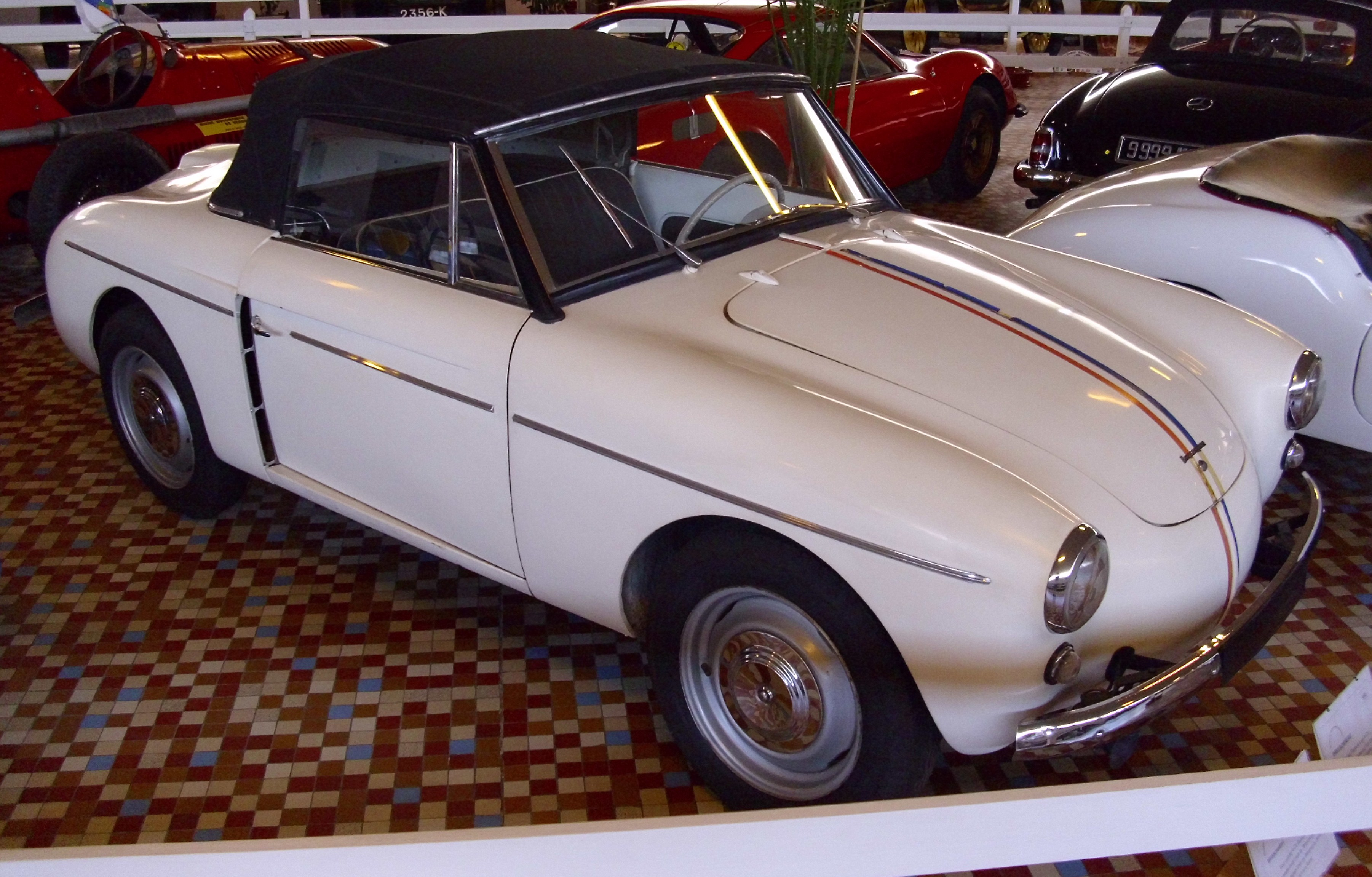
Una 4CV cabriolet di Brissoneau et Lotz

Dal progetto di Zuick, concessionario Renault a Stoccarda, nacque una coupé dalle linee in stile teutonico, in quanto ricordava da vicino molti tratti delle contemporanee Porsche 356. Altra pregevole coupé fu quella realizzata dal carrozziere Pichon-Parat, con tetto in tinta differenziata rispetto al resto della carrozzeria. Sempre dal medesimo carrozziere venne realizzata nel 1955 un'altra coupé, denominata Isoard ed ancora più intrigante della prima per via dell'ardita soluzione delle portiere ad "ali di gabbiano", una soluzione introdotta solo l'anno prima dalla ben più esclusiva Mercedes-Benz 300 SL "Gullwing"
Una particolare fuoriserie utilizzata in ambito sportivo fu anche quella realizzata dalla carrozzeria Antem e nota come R1064, una denominazione con la quale si intendeva creare una sorta di continuità con la R1063, che tanto successo ebbe in svariate specialità sportive. E in effetti, la R1064 ottenne alcuni successi in campo sportivo: si trattava di una barchetta dal corpo vettura molto aerodinamico, con passaruota carenati.
Quelle citate sono solo una parte dell'innumerevoli fuoriserie realizzate su base 4CV: in effetti la piccola di Casa Renault dell'immediato dopoguerra seppe conquistare il cuore di numerosi appassionati e specialisti del settore, tanto da finire per divenire una delle icone dei cosiddetti Treinte Glorieuses, cioè il periodo relativo ail miracolo economico francese.

## Attività sportiva

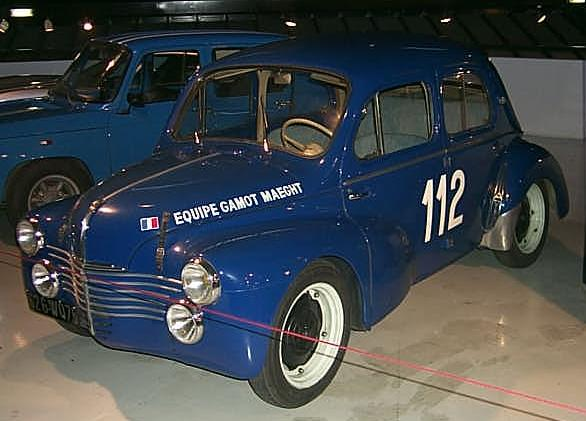
Una 4CV preparata

La 4CV è una delle protagoniste nel panorama dell'automobilismo sportivo francese dell'immediato dopoguerra. La vettura, specialmente nelle brillanti versioni R1063 ha brillato nella maggiori competizioni automobilistiche mondiali, arrivando persino a trionfare nella propria categoria in eventi come la 24 Ore di Le Mans o il Rally di Montecarlo. La 4CV fu impiegata a partire dal 1948, quindi poco dopo il suo lancio commerciale. Dopo un primo successo alla Course de Côte du Mont-Ventoux con il pilota François Landon, arrivò il trionfo a Montecarlo con i piloti Rosier (padre e figlio) nella categoria fra i 751 ed i 1100 cm³. Altri eventi in cui la 4CV si mise in luce furono il Tour de France, la Coupe des Alpes e la Mille Miglia. A quest'ultima gara partecipò la 4CV pilotata da un giovane Jean Rédélé, futuro fondatore della Alpine, che rimarrà sempre legata alla Casa della Losanga. Ma ormai fu chiaro che, nonostante i suoi primi successi, la 4CV risultò seriamente penalizzata nelle categorie in cui veniva regolarmente inserita. La sua cilindrata di 760 cm³ la poneva in una posizione sfavorevole rispetto alle sue dirette avversarie nella categoria fra 751 e 1100 cm³, che era quella in cui più spesso veniva inserita. Per questo motivo, già nel 1950 il motore venne ridotto a 747 cm³, in maniera tale da rientrare nella categoria inferiore e poter così avere alcune carte in più da giocare. Ufficialmente la R1063 fu prodotta tra la fine del 1950 e gran parte del 1951, ma i primi esemplari furono messi in campo già alcuni mesi prima, sebbene non ufficialmente dalla Renault, bensì da alcuni clienti privati. Tre di queste vetture termineranno la corsa ed una riuscirà ad imporsi nella propria categoria. Ciò spingerà la Régie a ritentare la sorte nell'edizione successiva della stessa gara. Nel 1951 vennero schierate nuovamente cinque R1063 con motore portato a 43 CV, pannelli carrozzeria in alluminio e serbatoio maggiorato (da 27,5 a ben 68 litri) sistemato al posto della panchetta posteriore. La 4CV di Landon ottenne la vittoria di categoria alla media di 111,597 km/h. Nel giugno del 1952, si ritentò, ma con un po' meno fortuna: la 4CV dell'equipaggio Régibus-Porta si classificò seconda di categoria alla 24 Ore di Le Mans, alla media di 109,535 km/h. Sempre nel 1952, la barchetta R1064 di Antem, già brevemente descritta nel paragrafo precedente, venne lanciata sul circuito di Montlhéry in una prova di velocità assoluta. La vettura riuscì a stabilire otto nuovi record internazionali di velocità, tra cui il più veloce giro di pista ad una media di 172,473 km/h.
Altre vittorie di classe si ebbero nelle edizioni 1952, 1954 e 1956 della Liegi-Roma-Liegi, al Tour de France del 1952 e del 1953, nonché alle edizioni 1952, 1953, 1954 e 1959 della Mille Miglia. La Bol d'Or del 1952 e del 1953 fu vinta da una 4CV Tank, una vettura con carrozzeria altamente profilata e pilotata in entrambe le edizioni da Guy Michel. E ciononostante, questi successi furono solo una parte delle glorie sportive della 4CV, che vide anche alcune vittorie di categoria ottenute da piloti donna, come il Rally di Sanremo del 1952.